# George Douglas Young
George Douglas Young (* 2. September 1910 in Korea; † 21. Mai 1980 in Jerusalem, Israel) war ein US-amerikanischer Geistlicher, presbyterianischer Theologe und Hochschullehrer.

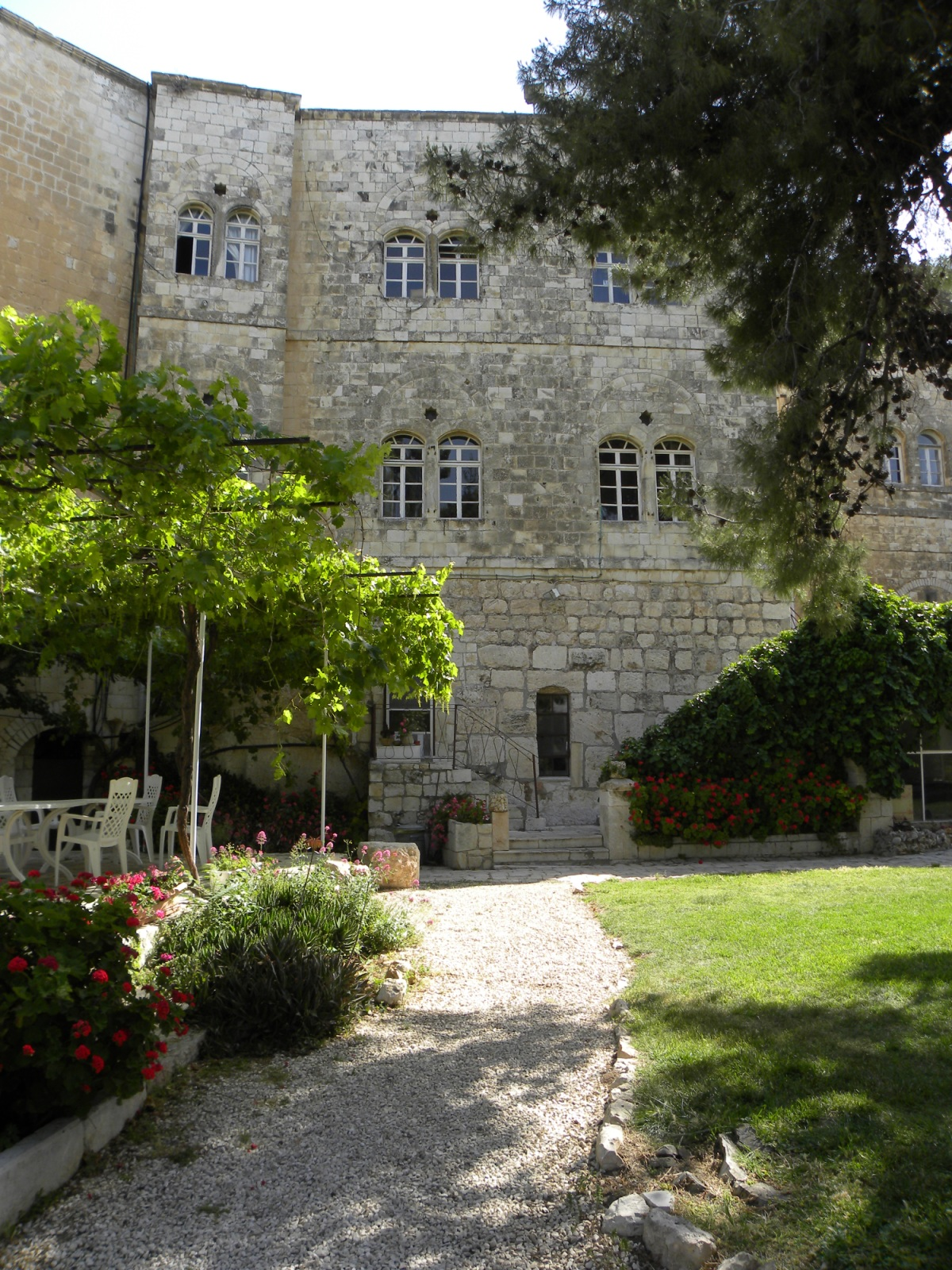
Jerusalem University College, Innenhof

## Leben
Youngs Eltern waren Kanadier aus Pictou, Nova Scotia, Kanada. Sein Vater war ein presbyterianischer Missionar, der mit seiner Familie nach Seoul, Südkorea zog. Dort wurde Young geboren.
1926 kehrte er nach Kanada zurück und wurde auf der Highschool und der Acadia University in Wolfville ausgebildet. Das gewünschte Medizinstudium konnte er wegen Geldmangels nicht antreten. Young arbeitete bei der Presse für den Halifax Herald.
In den 1930er Jahren begann er ein Theologiestudium am Westminster Theological Seminary in Glenside, Pennsylvania. Dort lernte er Hebräisch bei Alan MacRae. Nach dem Studium arbeitete er als Pastor und Lehrer. Von 1942 bis 1944 war er Direktor der christlichen Akademie in Kingston (Pennsylvania).
1944 erhielt Young eine Anstellung als Dozent für Hebräisch am Westminster Theological Seminary. Parallel dazu studierte er Alte Sprachen (Hebräisch, Arabisch, Ugarit, Ägyptisch, Akkadisch, Sumerisch, Syrisch) am Dropsie College for Hebrew and Cognate Learning in Philadelphia. Er schrieb in dieser Zeit seine Doktorarbeit über Ugarit Prosody und promovierte 1948.
1945 nahm Young die US-amerikanische Staatsbürgerschaft an. Von 1948 bis 1953 lehrte er am National Bible Institute School in New York City.
1956 gründete Young das The Israel-American Institute of Biblical Studies. 1960 benannte es sich um in American Institute of Holy Land Studies (ab 1997 Jerusalem University College). Seit 1963 lebte Young mit seiner Familie ständig in Jerusalem, Israel.
In Jerusalem gründete Young 1976 die Vereinigung Bridges for Peace. Sie ist Teil der European Coalition for Israel im Europäischen Parlament. Diese Vereinigung fühlt sich dem Christlichen Zionismus verbunden.
1978 erhielt Young den Preis Yakir Yerushalayim (verdienter Bürger Jerusalems). Am 21. Mai 1980 starb Young und wurde auf dem Zionsfriedhof auf dem Berg Zion in Jerusalem begraben. Young war verheiratet und hatte einen Sohn.

## Bedeutung und Verdienste
Young machte sich mit seinen beiden Gründungen Bridges for Peace und Jerusalem University College um die Verbesserung der jüdisch-christlichen Beziehungen verdient. Er betonte die jüdisch-hebräischen Wurzeln des Christentums.

## Schriften (Auswahl)
- mit James A. Swanson und George Giacumakis: Young's compact Bible dictionary, Tyndale House Pub, Wheaton 1989; Living Books, 2007, ISBN 978-1-41431-568-3.[10]
- Concordance of Ugaritic, Pontificium Institutum Biblicum, 1956.
- Shelton Semitic Monograph Series Number I: The Lexical Relation Between Ugaritic and Arabic, Dept of Semitics of Shelton College, 1952.
- Grammar of the Hebrew Language. A new Approach to the Hebrew Language and to advanced Exegesis using Hebrew and romanized Scripts. Part I - Daily Lessons. Part II – The Grammar, Galva, IL Herrstrom Publishers & Stationers, 1951.
- Hebrew grammar in romanized script, Committee on National Missions, Bible Presbyterian Church, 1950.